# Horisme laurinata
Horisme laurinata är en fjärilsart som beskrevs av Karl Schawerda 1919. Horisme laurinata ingår i släktet Horisme och familjen mätare. Inga underarter finns listade i Catalogue of Life.